# Francisco Pereira Coutinho
Francisco Pereira Coutinho (... - mort en 1547 à Cacha Pregos, Itaparica) était un noble portugais qui reçut la capitainerie de la Baie de Tous les Saints (Baía de Todos os Santos en portugais) du roi Jean III. Il y arriva en 1536 quand  il rencontra Diogo Álvares Correia, le Caramuru, qui vivait dans la région depuis un certain temps.

## Biographie
Francisco Pereira Coutinho est le fils de Afonso Pereira, chef de chasse du roi Afonso V, alcade de Santarem, et de sa seconde femme, Catarina Coutinho, fille de Gonçalo Coutinho, 2.º comte de Marialva. Francisco fut capitaine à Goa, puis membre du Conseil de Jean III de 1521 à 1531. 
Francisco Pereira Coutinho fonda le camp (Arraial) de Pereira, dans les environs duquel se trouve aujourd'hui, la Montée (Ladeira) de la  Barra, à Salvador. Ce camp, douze ans plus tard, à l'époque de la fondation de la ville, fut appelée Vila Velha. 
Les Indiens n'aimaient pas Coutinho à cause de sa cruauté et son arrogance. Ainsi, il y eut, durant son séjour, plusieurs révoltes indigènes. Dans l'une d'elles, il fut obligé à se réfugier à Porto Seguro avec Diogo Álvares.
Au retour, arrivé dans la Baie de Tous les Saints, dans une forte tempête, le bateau, à la dérive, arriva sur la plage de Itaparica. Là, les Indiens le firent prisonnier mais libérèrent Caramuru. Francisco Pereira Coutinho fut coupé en morceaux et servi comme plat dans une fête anthropophagique. 
Après sa mort, son fils tenta d'occuper la place de son père. La Couronne s'y opposa. Un conflit s'ensuit qui fut résolu par la concession d'un type de pension héréditaire.
1. ↑  (pt) Gabriel Soares de Souza, Tratado descritivo do Brasil em 1587, 1587 (lire en ligne)